# Heterodrilus
Heterodrilus är ett släkte av ringmaskar. Heterodrilus ingår i familjen glattmaskar.

## Dottertaxa tillHeterodrilus, i alfabetisk ordning[1]
- Heterodrilus amplus
- Heterodrilus apparatus
- Heterodrilus arenicolus
- Heterodrilus ascensionensis
- Heterodrilus bulbiporus
- Heterodrilus carinatus
- Heterodrilus chenianus
- Heterodrilus claviatriatus
- Heterodrilus decipiens
- Heterodrilus densus
- Heterodrilus devexus
- Heterodrilus dolosus
- Heterodrilus eremita
- Heterodrilus ersei
- Heterodrilus flexuosus
- Heterodrilus hispidus
- Heterodrilus inermis
- Heterodrilus jamiesoni
- Heterodrilus keenani
- Heterodrilus lacertosus
- Heterodrilus maccaini
- Heterodrilus maiusculus
- Heterodrilus mediopapillatus
- Heterodrilus minisetosus
- Heterodrilus modestus
- Heterodrilus nudus
- Heterodrilus obliquus
- Heterodrilus occidentalis
- Heterodrilus paucifascis
- Heterodrilus pentcheffi
- Heterodrilus perkinsi
- Heterodrilus quadrithecatus
- Heterodrilus queenslandicus
- Heterodrilus rapidensis
- Heterodrilus rarus
- Heterodrilus salmonensis
- Heterodrilus scitus
- Heterodrilus subtilis
- Heterodrilus tripartitus
- Heterodrilus uniformis
- Heterodrilus ursulae
- Heterodrilus virilis